# Park Ridge Lookout
Le Park Ridge Lookout est une tour de guet du comté de Tulare, en Californie, dans l'ouest des États-Unis. Situé à 2 298 m d'altitude dans la Sierra Nevada, il est protégé au sein du parc national de Kings Canyon. En acier, cette tour haute d'environ 6,1 m a été construite en 1964 en remplacement d'une autre construite en bois en 1929. Le site est utilisé pour la détection des feux de forêt depuis 1916.